# واکنش کونیگز–نور
واکنش کونیگز–نور (به انگلیسی: Koenigs–Knorr reaction) واکنشی در شیمی آلی است که طی آن واکنش جانشینی گلیکوزیل هالید با الکل برای تولید گلیکوزید رخ می‌دهد. این واکنش یکی از قدیمی‌ترین واکنش‌های گلیکوزیلی‌شدن است که به افتخار ویلهلم کونیگز (۱۸۵۱-۱۹۰۶)، شاگرد فون بایر و همکار هرمان امیل فیشر، و ادوارد نور، شاگرد کونیگز، نامگذاری شده‌است.
در شکل اصلی این واکنش، کونیگز و نور، استوبرموگلوکز را با الکل در حضور نقره کربنات واکنش دادند. اندکی بعد، فیشر و آرمسترانگ یافته‌های بسیار مشابهی را گزارش کردند.
در مثال بالا، نتیجه شیمی فضایی با حضور گروه همسایه در C۲ تعیین می‌شود که اثر کمک گروه مجاور ایجاد می‌کند، و منجر به تشکیل یک آرایش فضایی ۲٬۱-ترانس می‌شود. استرها (به عنوان مثال استیل، بنزوئیل، پیوالیل) به‌طور کلی اثر کمک گروه مجاور خوبی دارند، در حالی که اترها (مثلاً بنزیل، متیل و غیره) این کار را انجام نمی‌دهند، که منجر به تشکیل مخلوطی از ایزومرهای فضایی می‌شود.

## سازوکار
در مرحله اول سازوکار این واکنش، گلیکوزیل برومید با نقره کربنات واکنش داده و به وسیله حذف نقره برمید و آنیونِ نقره کربنات به یون اگزوکاربنیوم تبدیل می‌شود. از این ساختار یک حلقه دی‌اکسولانیوم تشکیل می‌شود که توسط متانول از طریق مکانیسم SN2 در اتم کربن کربونیل مورد حمله قرار می‌گیرد. این حمله منجر به وارونگی مرکز کایرال می‌شود. پس از پروتون‌زدایی از اکسونیومِ واسطه، گلیکوزیدِ محصول تشکیل می‌شود.
همچنین این واکنش می‌تواند برای کربوهیدرات‌ها با سایر گروه‌های محافظت‌کننده اعمال شود. در سنتز الیگوساکارید به جای متانول از کربوهیدرات‌های دیگری استفاده می‌شود که با گروه‌های محافظت‌کننده به گونه ای اصلاح شده‌اند که فقط یک گروه هیدروکسیل قابل دسترس است.